# Giraldilla 2018
Das Giraldilla 2018 als offene internationale Meisterschaft von Kuba im Badminton fand vom 14. bis zum 18. März 2018 in Havanna statt.

## Sieger und Platzierte
| Disziplin    | Gold                                   | Silber                                          | Bronze                                              |
| ------------ | -------------------------------------- | ----------------------------------------------- | --------------------------------------------------- |
| Herreneinzel | Sheng Xiaodong                         | Leodannis Martínez                              | Angel Herrera Rodríguez                             |
| Herreneinzel | Sheng Xiaodong                         | Leodannis Martínez                              | Christopher Martínez                                |
| Dameneinzel  | Crystal Pan                            | Taymara Oropesa                                 | Yaqueline Duarte                                    |
| Dameneinzel  | Crystal Pan                            | Taymara Oropesa                                 | Alejandra José Paiz Quân                            |
| Herrendoppel | Osleni Guerrero Leodannis Martínez     | Lazaro Yovani Madera Padrino Ernesto Reyes      | Stefan Cabrera Segura Daniel Valdes Perez           |
| Herrendoppel | Osleni Guerrero Leodannis Martínez     | Lazaro Yovani Madera Padrino Ernesto Reyes      | Angel Herrera Rodríguez Daimel Roll                 |
| Damendoppel  | Thalia Mengana Marrero Taymara Oropesa | Adriana Artiz Ataury Yeily Mari Ortiz Rodriguez | Diana Corleto Soto Mariana Isabel Paiz Quan         |
| Damendoppel  | Thalia Mengana Marrero Taymara Oropesa | Adriana Artiz Ataury Yeily Mari Ortiz Rodriguez | Yudima Garcia Valdez Camila Palacio Reyes           |
| Mixed        | Osleni Guerrero Adriana Artiz Ataury   | Leodannis Martínez Taymara Oropesa              | Roberto Carlos Herrera Vazquez Yudima Garcia Valdez |
| Mixed        | Osleni Guerrero Adriana Artiz Ataury   | Leodannis Martínez Taymara Oropesa              | Ernesto Reyes Yeily Mari Ortiz Rodriguez            |